# 356 v. Chr.
Portal Geschichte | Portal Biografien | Aktuelle Ereignisse | Jahreskalender | Tagesartikel

◄ |
5. Jahrhundert v. Chr. |
4. Jahrhundert v. Chr. |
3. Jahrhundert v. Chr. |
►

◄ | 370er v. Chr. | 360er v. Chr. | 350er v. Chr. | 340er v. Chr. |
330er v. Chr. |
►

◄◄ | ◄ | 359 v. Chr. | 358 v. Chr. | 357 v. Chr. | 356 v. Chr. |
355 v. Chr. |
354 v. Chr. |
353 v. Chr. |
► |
►►

## Ereignisse

### Politik und Weltgeschehen

#### Westliches Mittelmeer
- Marcus Fabius Ambustus und Marcus Popillius Laenas werden römische Konsuln.
- Das römische Amt des Diktators wird mit Gaius Marcius Rutilus erstmals einem Plebejer übertragen.

#### Östliches Mittelmeer
- Philipp II. lässt sich nach weiteren militärischen Erfolgen von der makedonischen Heeresversammlung offiziell zum König proklamieren. Der gestürzte Amyntas IV. lebt weiterhin im Palast der makedonischen Residenzstadt Pella.
- Philipp II. von Makedonien erobert die Stadt Potidaia und lässt sie zerstören. Das Gebiet wird Olynth zugesprochen. Weiterhin erobern die Makedonier die Stadt Pydna.
- Eine makedonische Armee unter dem Heerführer Parmenion unternimmt einen erfolgreichen Feldzug gegen die Illyrer.
- Die Phoker unter ihrem Feldherrn Philomelos überfallen Delphi, um an den reichen Tempelschatz zu gelangen. Mit dem Geld errichten sie ein Söldnerheer von 10.000 Mann. Dies führt zum Dritten Heiligen Krieg mit mehreren griechischen Stadtstaaten.

#### Kaiserreich China

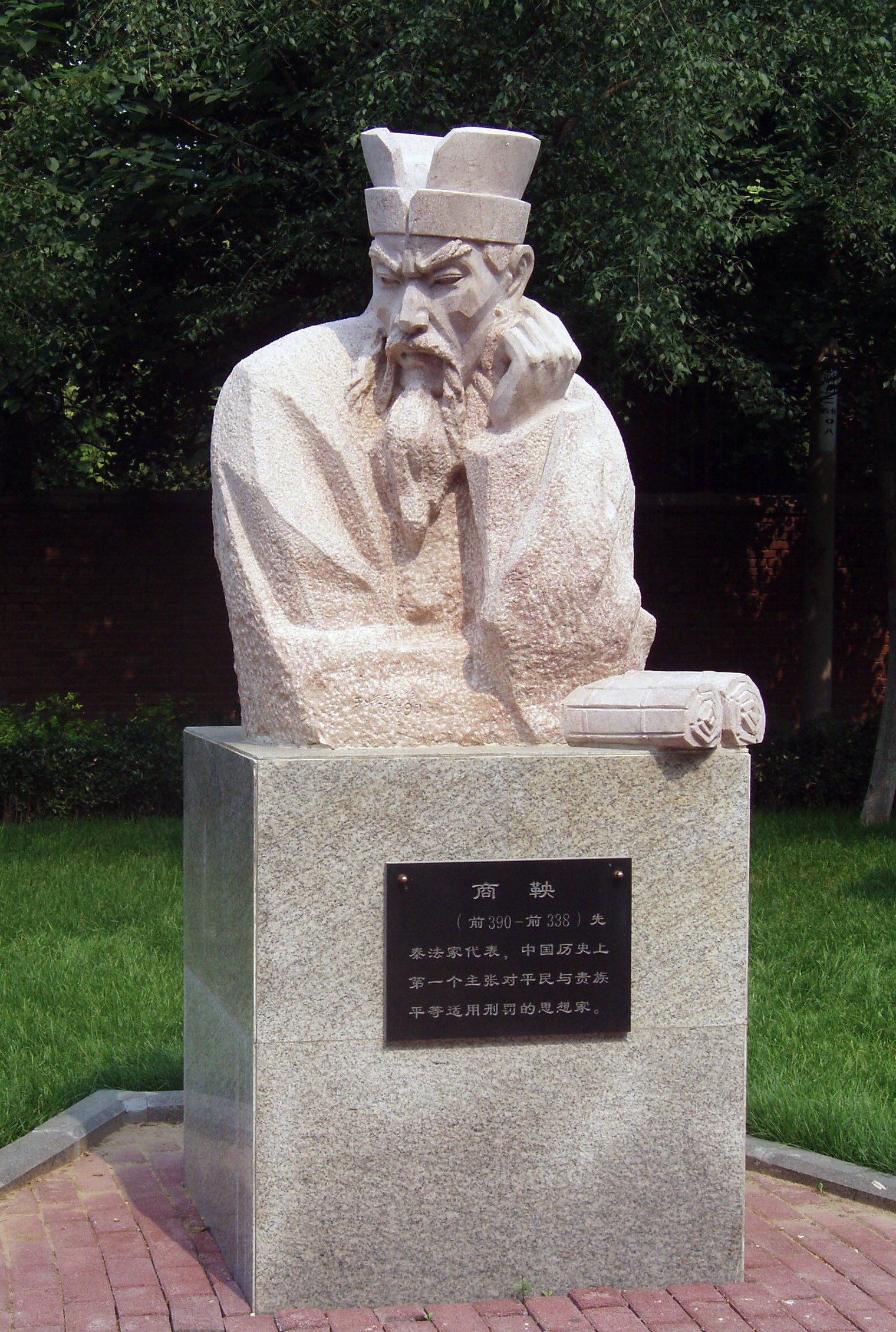
Shang Yang (商鞅)

- Shang Yang beginnt mit umfangreichen Reformen im Qin-Reich.

### Kultur
- um 356 v. Chr.: Platon beginnt mit dem Verfassen seines Dialogs Kritias.

### Gesellschaft

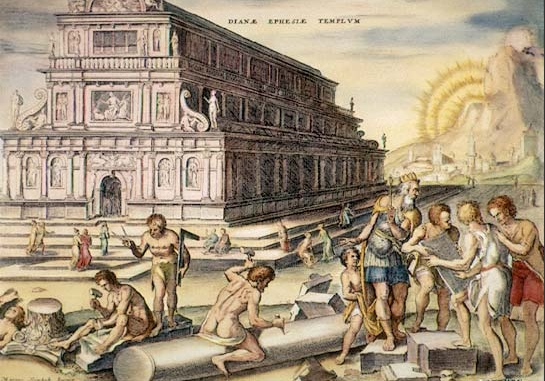
Der Tempel der Artemis in der Vorstellung von Maarten van Heemskerck (1498–1574)

- 21. Juli: Der Tempel der Artemis in Ephesos, eines der sieben Weltwunder der Antike, wird durch Brandstiftung vollkommen vernichtet. Das Motiv war Geltungssucht des Brandstifters Herostratos.

## Geboren
- 20. Juli: Alexander der Große, König von Makedonien († 323 v. Chr.)
- Zipoites, König von Bithynien († 280 v. Chr.)

## Gestorben
- Philistos, griechischer Historiker (* um 432 v. Chr.)